# Castle of Illusion starring Mickey Mouse (1990)
Castle of Illusion starring Mickey Mouse (Japans: アイラブミッキーマウス ふしぎのお城大冒険 Romaji: Airabumikkīmausu fushigi no o jō dai bōken) is een videospel ontwikkeld en uitgebracht door Sega in 1990 voor de Sega Mega Drive. Later is een 8 bit-versie voor de Master System en Game Gear op de markt gekomen.

## Spel
Castle of Illusion starring Mickey Mouse is een platformspel dat de avonturen van Mickey Mouse volgt in een missie om Minnie Mouse te redden uit de handen van de kwade heks Mizrabel.
Dit was het eerste spel uit de Illusion-computerspelserie met Mickey in de hoofdrol, en onderdeel van een tweede spelverzameling voor de Mega Drive dat de verkoop van de spelcomputer moest verbeteren tot de uitgave van Sonic the Hedgehog in 1991.
Castle of Illusion werd opnieuw uitgebracht in Japan in 1998 als onderdeel van Sega Ages: Mickey Mouse & Donald Duck voor de Sega Saturn dat ook het spel QuackShot starring Donald Duck bevat.

### Nieuwe versie
In september 2013 kwam een remake uit met dezelfde titel voor PlayStation Network, Xbox Live Arcade, en pc. Het spel werd ontwikkeld door Sega Studios Australia. 

## Platform
| jaar | platform                            |
| ---- | ----------------------------------- |
| 1990 | Sega Mega Drive, Sega Master System |
| 1991 | Game Gear                           |
| 1998 | Sega Saturn                         |

## Ontvangst
Het spel werd overwegend positief ontvangen:
| Beoordeeld door                 | Jaar | Score |
| ------------------------------- | ---- | ----- |
| VideoGame                       | 1991 | 100   |
| Player On                       | 1991 | 98    |
| Tilt                            | 1991 | 95    |
| Mean Machines                   | 1991 | 95    |
| Computer and Video Games (CVG)  | 1991 | 93    |
| MegaTech                        | 1992 | 93    |
| VicioJuegos.com                 | 2008 | 93    |
| Pixel-Heroes.de                 | 2007 | 90    |
| 1UP!                            | 2009 | 90    |
| Sega-16.com                     | 2004 | 90    |
| Game Informer Magazine          | 2001 | 90    |
| Jeuxvideo.com                   | 2011 | 85    |
| Megablast                       | 1992 | 83    |
| Quebec Gamers                   | 2005 | 82    |
| Video Games                     | 1991 | 82    |
| Deeko                           | 2004 | 80    |
| Interface                       | 1991 | 80    |
| Retrogaming History             | 2008 | 80    |
| Electronic Gaming Monthly (EGM) | 1991 | 78    |
| Power Play                      | 1991 | 78    |
| Jeuxvideo.com                   | 2010 | 65    |